# Yoram Moses
Yoram Ofer Moses (* um 1960) ist ein israelischer Informatiker. Er ist Professor am Technion in Haifa.
Moses studierte an der Hebräischen Universität in Jerusalem mit dem Bachelorabschluss 1981 und wurde 1985 an der Stanford University bei Joseph Halpern promoviert (Knowledge in distributed environment). Er war am Weizmann-Institut und danach Professor am Technion.
Er befasst sich mit Wissensrepräsentation speziell in verteilten Systemen.
1997 erhielt er den Gödel-Preis mit Halpern (für die formale Definition des Begriffs Wissen in verteilten Systemen) und 2009 erhielten beide den Dijkstra-Preis.

## Schriften
- mit Ronald Fagin, Joseph Halpern, Moshe Vardi Reasoning about knowledge, MIT Press